# Seckau
Seckau ist eine Marktgemeinde mit 1322 Einwohnern (Stand 1. Jänner 2024) im Bezirk Murtal in der Steiermark. Die Gemeinde gilt als Fremdenverkehrsort und ist vor allem durch ihre Benediktinerabtei bekannt. Seckau ist als ehemaliger steirischer Bischofssitz auch einer der beiden Namensgeber der heutigen Diözese Graz-Seckau.

## Geografie

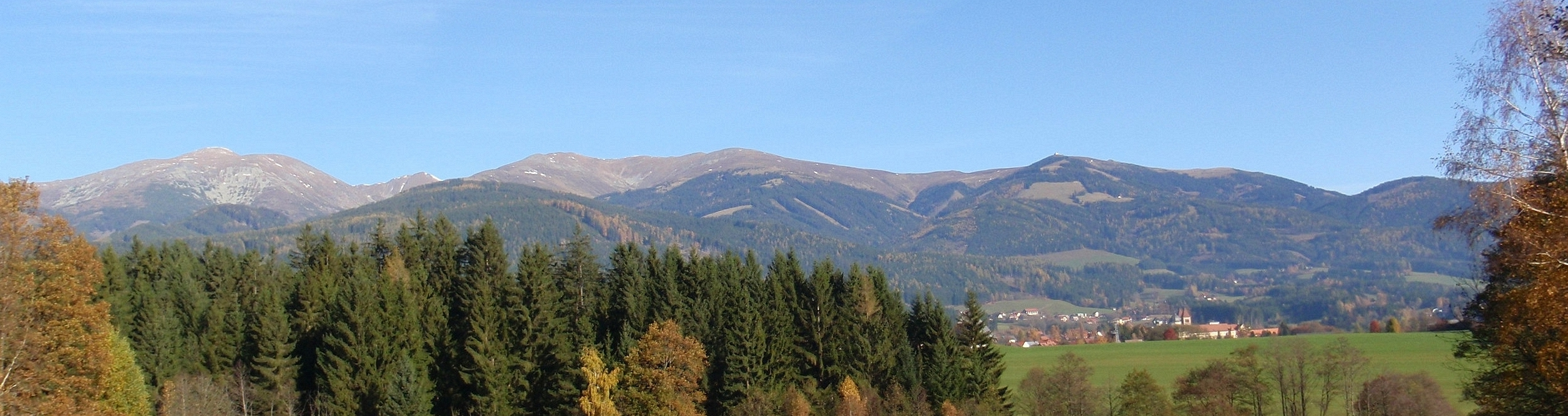
Blick über die Seckauer Tauern vom Seckauer Zinken (links) bis zur Hochalm (Wallfahrtskirche Maria Schnee); rechts unten Seckau

Der Ort liegt am Südfuß der Seckauer Alpen in einem Seitental des Murtals.

### Gemeindegliederung
Die Marktgemeinde Seckau besteht aus sechs Ortschaften (Bevölkerung Stand 1. Jänner 2024):
- Dürnberg (145)
- Hart (127)
- Neuhofen (211)
- Seckau (565)
- Sonnwenddorf (165)
- Lehmgrund (109)

Die Gemeinde gliedert sich in drei Katastralgemeinden (Fläche Stand 31. Dezember 2023):
- Dürnberg (2.108,85 ha)
- Neuhofen (2.243,61 ha)
- Seckau (274,13 ha)

### Eingemeindungen
1948 wurden die Gemeinden Dürnberg und Seckau zusammengelegt.

### Nachbargemeinden
| Gaal      |                                             | Sankt Marein-Feistritz |
|           | Kompassrose, die auf Nachbargemeinden zeigt |                        |
| Spielberg |                                             | Kobenz                 |

### Klima
|                        | Jan  | Feb  | Mär  | Apr  | Mai  | Jun  | Jul  | Aug  | Sep  | Okt  | Nov  | Dez  |   |      |
| Mittl. Temperatur (°C) | −3,4 | −2,0 | 2,0  | 6,3  | 11,4 | 14,6 | 16,6 | 15,8 | 11,8 | 7,2  | 1,7  | −2,6 | ⌀ | 6,7  |
| Mittl. Tagesmax. (°C)  | 1,5  | 3,5  | 8,0  | 12,5 | 17,5 | 20,8 | 23,1 | 22,4 | 18,1 | 13,1 | 6,4  | 1,7  | ⌀ | 12,4 |
| Mittl. Tagesmin. (°C)  | −7,1 | −5,9 | −2,2 | 1,4  | 6,1  | 9,1  | 11,1 | 10,9 | 7,3  | 3,2  | −1,6 | −5,7 | ⌀ | 2,3  |
|                        |      |      |      |      |      |      |      |      |      |      |      |      |   |      |
| Niederschlag (mm)      | 29   | 30   | 40   | 49   | 82   | 108  | 125  | 122  | 85   | 64   | 45   | 39   | Σ | 818  |
|                        |      |      |      |      |      |      |      |      |      |      |      |      |   |      |
| Luftfeuchtigkeit (%)   | 67,7 | 59,9 | 57,6 | 56,2 | 57,0 | 57,1 | 56,5 | 58,5 | 61,3 | 65,4 | 70,6 | 73,7 | ⌀ | 61,8 |

| −7,1 |

| −5,9 |

| −2,2 |

| 1,4 |

| 6,1 |

| 9,1 |

| 11,1 |

| 10,9 |

| 7,3 |

| 3,2 |

| −1,6 |

| −5,7 |

| −7,1 |

| −5,9 |

| −2,2 |

| 1,4 |

| 6,1 |

| 9,1 |

| 11,1 |

| 10,9 |

| 7,3 |

| 3,2 |

| −1,6 |

| −5,7 |

## Geschichte
Das früheste Schriftzeugnis ist von 1142 und lautet „Seccowe“. Der Name geht auf slawisch seč (Holzschlag) und mittelhochdeutsch ouwe (Aue) zurück.
1660 erhielt der Ort Seckau das Marktrecht. Die politische Gemeinde Seckau wurde 1849/50 errichtet.
Bedeutend ist insbesondere die 1140 als Augustiner-Chorherrenstift gegründete Abtei Seckau (mit der Basilika Seckau), die 1883 durch Benediktiner neu besiedelt wurde und 1940–1945 wiederum aufgehoben war. Von 1940 bis 1945 befand sich in der Abtei eine Nationalpolitische Erziehungsanstalt.
1218 bis 1782 war Seckau Bischofssitz der Diözese Graz-Seckau. 1886 stürzte der Nordturm der Basilika ein, woraufhin beide Türme zwischen 1891 und 1893 unter dem Gründungsabt Ildephons Schober wieder errichtet wurden. Weiters enthält der Gebäudekomplex das Abteigymnasium Seckau, eine katholische Privatschule.

## Kultur und Sehenswürdigkeiten
- Abteigebäude der Abtei Seckau

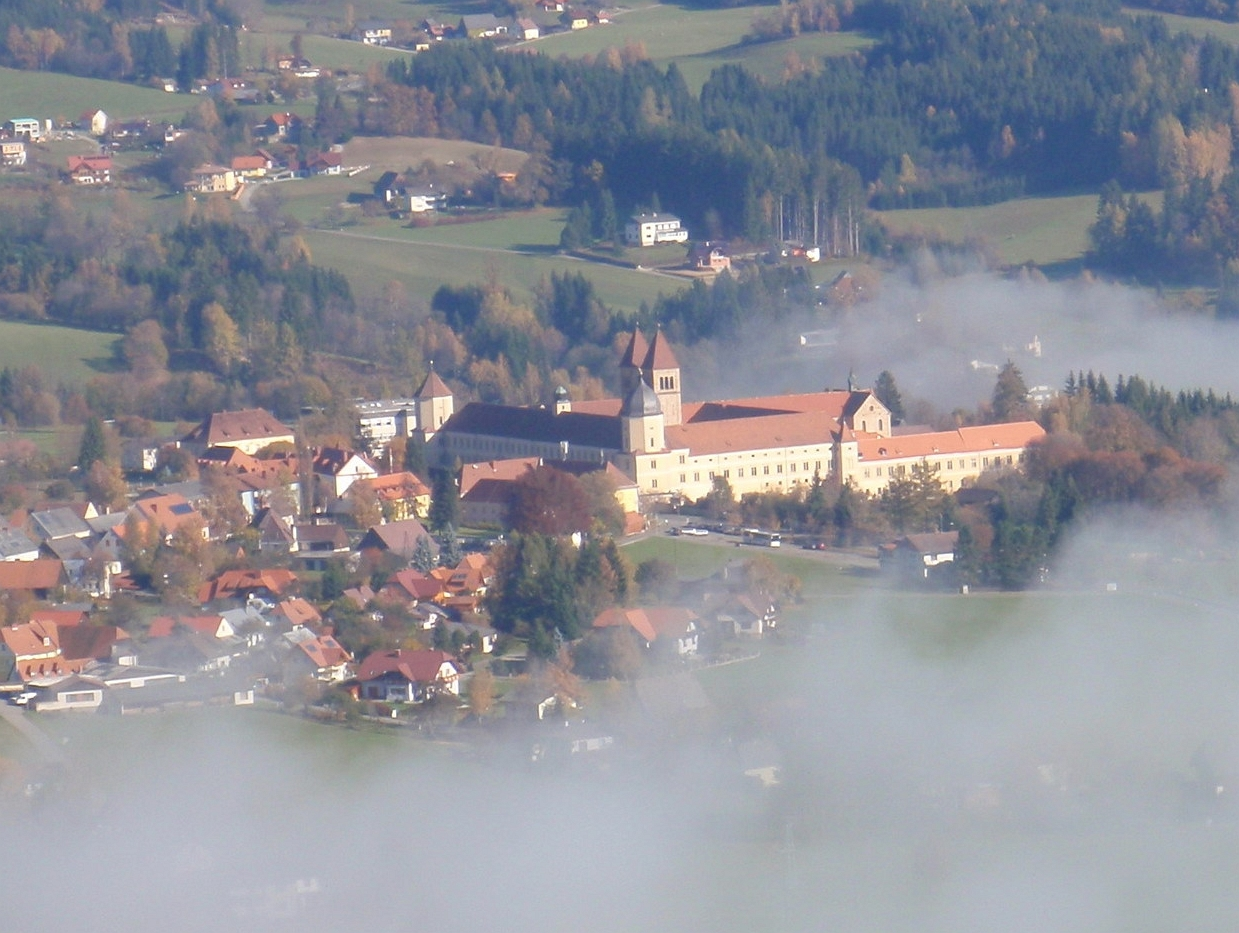
Seckau mit Abtei Seckau

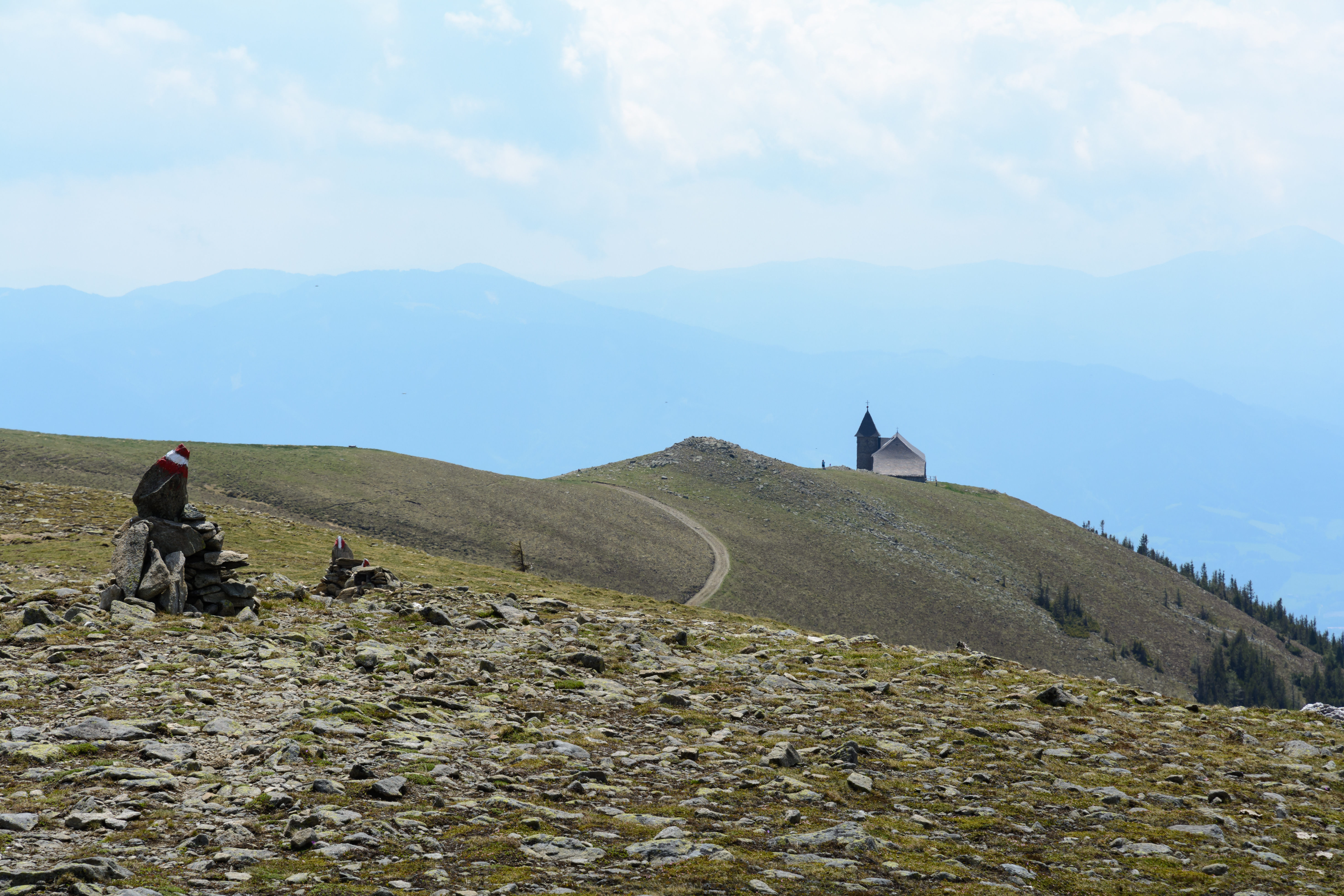
Wallfahrtskirche Maria Schnee auf der Hochalm

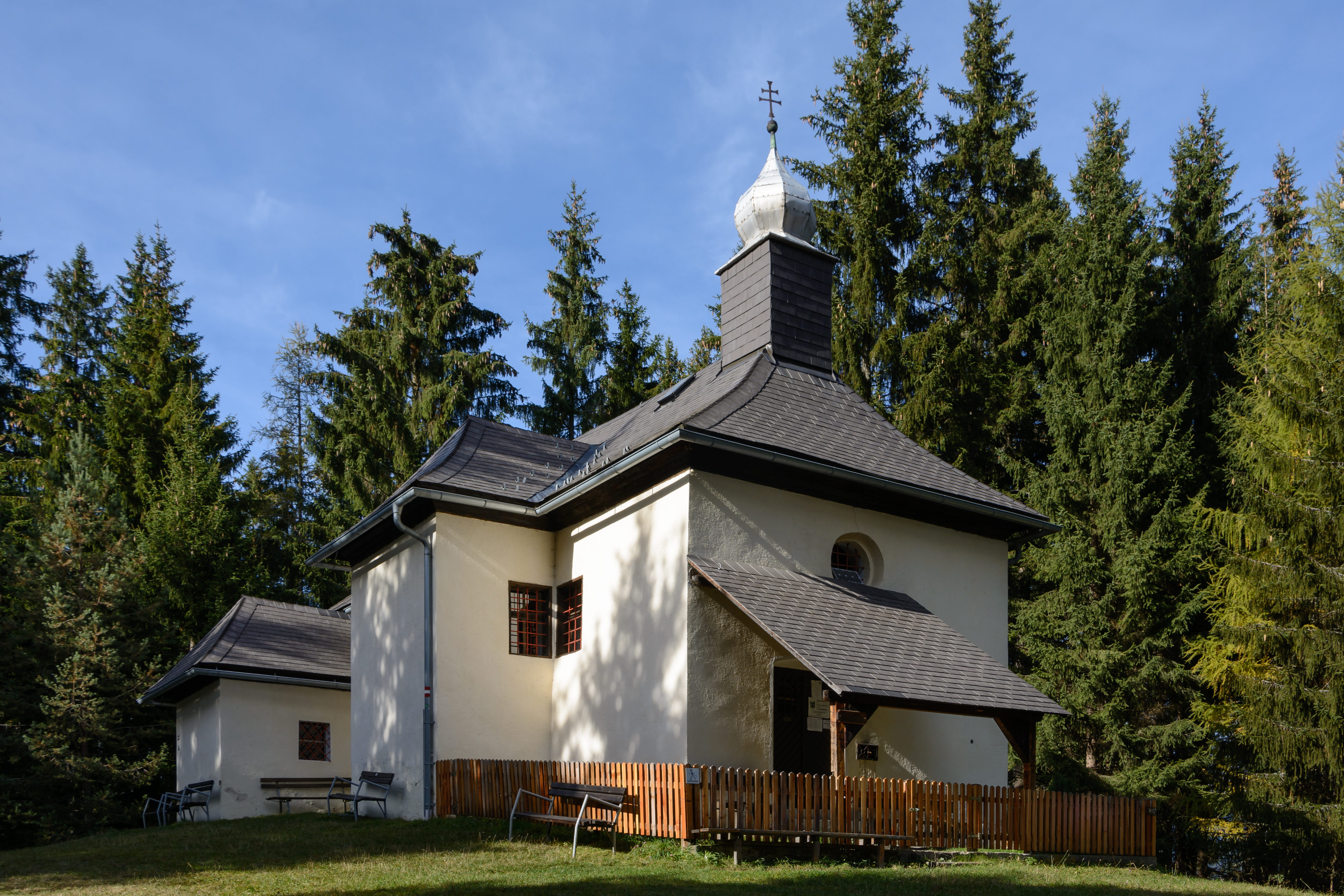
Kalvarienbergkirche am Tremmelberg

- Romanische Basilika Seckau mit angebauten Kapellen
- Mausoleum Erzherzog Karls II. in der Basilika
- Wallfahrtskirche Maria Schnee auf der Hochalm (1822 m)
- Kalvarienbergkirche am Tremmelberg mit Bildstöcken und die Aussichtstürme Tower Power am Tremmelberg
- Weiermoarteich

## Wirtschaft und Infrastruktur

### Wirtschaftssektoren
Die folgende Tabelle zeigt die Entwicklung der Anzahl der Betriebe und der Beschäftigten in den Wirtschaftssektoren:
| Wirtschaftssektor            | Anzahl Betriebe | Anzahl Betriebe | Anzahl Betriebe | Erwerbstätige | Erwerbstätige | Erwerbstätige |
| Wirtschaftssektor            | 2021            | 2011            | 2001            | 2021          | 2011          | 2001          |
| ---------------------------- | --------------- | --------------- | --------------- | ------------- | ------------- | ------------- |
| Land- und Forstwirtschaft 1) | 52              | 77              | 94              | 61            | 80            | 55            |
| Produktion                   | 20              | 7               | 7               | 78            | 11            | 37            |
| Dienstleistung               | 67              | 46              | 28              | 255           | 180           | 222           |

1) Betriebe mit Fläche in den Jahren 2010 und 1999, Arbeitsstätten im Jahr 2021

### Tourismus
Die Gemeinde bildet gemeinsam mit Lobmingtal, Kobenz, Gaal, Spielberg, St. Marein-Feistritz und Zeltweg den Tourismusverband „Tourismus am Spielberg“. Dessen Sitz ist in Spielberg.
Durch Seckau führt auch der Zentralalpenweg.

## Politik

### Gemeinderat
Der Gemeinderat hat 15 Mitglieder.
- Mit den Gemeinderatswahlen in der Steiermark 2000 hatte der Gemeinderat folgende Verteilung: 10 ÖVP, 4 SPÖ und 1 FPÖ.
- Mit den Gemeinderatswahlen in der Steiermark 2005 hatte der Gemeinderat folgende Verteilung: 11 ÖVP, 3 SPÖ und 1 FPÖ.[11]
- Mit den Gemeinderatswahlen in der Steiermark 2010 hatte der Gemeinderat folgende Verteilung: 12 ÖVP und 3 SPÖ.[12]
- Mit den Gemeinderatswahlen in der Steiermark 2015 hatte der Gemeinderat folgende Verteilung: 11 ÖVP und 4 SPÖ.[13]
- Mit den Gemeinderatswahlen in der Steiermark 2020 hat der Gemeinderat folgende Verteilung: 11 ÖVP und 4 SPÖ.[14]

### Bürgermeister
- bis 2006 Johann Höbenreich (ÖVP)
- 2006–2018 Simon Pletz (ÖVP)
- seit 2018 Martin Rath (ÖVP)

### Wappen
Das Gemeindewappen der Marktgemeinde Seckau wurde 2007 verliehen ist „geteilt in Hermelin und Rot“. Es leitet sich ab vom mittelalterlichen Wappen der Seckauer Dompröpste.

## Persönlichkeiten

### Ehrenbürger
- 1972: Placidus Wolf, Abt des Stiftes Seckau 1957–1983[16]
- 1974: Friedrich Niederl (1920–2012), Landeshauptmann der Steiermark 1971–1980[17]
- 1985: Josef Krainer (1930–2016), Landeshauptmann
- Athanasius Recheis (1926–2006), Abt des Stiftes Seckau 1984–1997
- 2018: Simon Pletz, Bürgermeister von Seckau 2002–2018[18]

### Söhne und Töchter der Gemeinde
- Leopold von Pebal (1826–1887), Chemiker
- Werner Vogel (* 1948), Skilangläufer

### Personen mit Bezug zur Gemeinde
- Stefan Babinsky (* 1996), Skirennläufer
- Alfons von Rosthorn (1857–1909), Mediziner
- Benno Roth (1903–1983), Mönch, Pädagoge, Kirchenhistoriker
- Severin Schneider (1931–2018), Mönch, Prior-Administrator, Philosoph, Germanist, Direktor des Abteigymnasiums
- Friedrich von Thun (* 1942), Schauspieler, Absolvent des Abteigymnasiums Seckau
- Coelestin Vivell (1846–1923), Mönch, Musikforscher
- Adalram von Waldeck (um 1100–1182), Gründer des Stiftes Seckau